# Tamaryn Green
Tamaryn Green (sinh ngày 19 tháng 8 năm 1994) là một bác sĩ người Nam Phi và một nữ hoàng sắc đẹp được trao vương miện Hoa hậu Nam Phi 2018. Cô đại diện cho Nam Phi trong cuộc thi Hoa hậu Hoàn vũ 2018 và giành được danh hiệu Á hậu 1.

## Cuộc đời và sự nghiệp

### Đầu đời
Green sinh ra vào ngày 19 tháng 8 năm 1994 tại Worcester, Western Cape, có cha mẹ là ông David và bà Ellirene Green. Cô tuy sinh ra ở Worcester nhưng sau đó cùng gia đình chuyển đến Paarl khi Green lên 9 tuổi. Cô có nguồn gốc Cape Colored. Cha cô là một cố vấn chương trình trong khi mẹ cô là một giáo viên. Green đã theo học trường trung học New Orleans ở Paarl. Cô là một sinh viên y khoa tại Đại học Cape Town.

## Hoa hậu Nam Phi 2018
Green ban đầu được công bố là một trong 28 thí sinh thuộc vòng loại khu vực cho Hoa hậu Nam Phi 2018 vào tháng 4 năm 2018. Sau đó, cô vào vòng thi trên truyền hình và là một trong mười hai thí sinh hàng đầu của cuộc thi. Trong phần thi cuối cùng, Green tiến vào top 5 và sau đó vào top 2, và sau đó cô được trao vương miện Hoa hậu Hoàn vũ Nam Phi 2018, trở thành đại diện của Nam Phi tại cuộc thi Hoa hậu Hoàn vũ 2018. Sau đó, cô được trao vương miện Hoa hậu Nam Phi 2018 và người đoạt giải Hoa hậu Thế giới Nam Phi là Thulisa Keyi. Cô được trao vương miện bởi người tiền nhiệm Adè van Heerden.

## Hoa hậu Hoàn vũ 2018
Là Hoa hậu Nam Phi 2018, Green tiếp tục đại diện cho Nam Phi tại Hoa hậu Hoàn vũ 2018, được tổ chức tại Băng Cốc, Thái Lan. Green đạt danh hiệu Á Hậu 1, người chiến thắng cuối cùng là Catriona Gray của Philippines. Trong phần trả lời ứng xử của Top 5, khi được người dẫn chương trình Steve Harvey hỏi về ý kiến của cô về việc các quốc gia có nên hạn chế số người tị nạn được phép qua biên giới của họ hay không, cô trả lời:
... Tôi nghĩ rằng mỗi quốc gia nên có những quy tắc và quy định riêng, nhưng để một xã hội thịnh vượng và để tất cả chúng ta sát cánh cùng nhau, chúng ta phải hiểu rằng tất cả chúng ta đều là con người và chúng ta giống nhau hơn là chúng ta không giống nhau. Vì vậy, chúng ta nên cởi mở để yêu thương nhau, chấp nhận nhau. Không quan trọng chúng ta đến từ đâu...
Trong phần thi trả lời câu hỏi của Top 3 mỗi đại diện được hỏi cùng một câu hỏi: "Bài học quan trọng nhất bạn đã học là gì và bạn sẽ áp dụng nó như thế nào vào thời gian là Hoa hậu Hoàn vũ?" Green trả lời: 
Trong suốt cuộc đời, tôi đã được tiếp xúc với cả những người có đặc quyền và bị thiếu thốn và điều tôi học được là tất cả chúng ta đều là con người. Tất cả chúng ta đều muốn được yêu, tất cả chúng ta đều muốn thuộc về, và tất cả chúng ta đều muốn được nhìn thấy vì vậy chúng ta nên đối xử với nhau theo cách đó.
Green là người Nam Phi thứ hai giành vị trí Á hậu 1 trong lịch sử Nam Phi tham gia cuộc thi Hoa hậu Hoàn vũ, sau Leticia Snyman đã làm như vậy tại Hoa hậu Hoàn vũ 1984. Green đã kết thúc hành trình của mình vào ngày 9 tháng 8 năm 2019, sau khi Zozibini Tunzi đăng quang với tư cách là người kế vị của cô tại cuộc thi Hoa hậu Nam Phi 2019.